# دانيال سيفوينتيس ألفارو
دانيال سيفوينتيس ألفارو (13 يوليو 1980 بمدريد في إسبانيا - ) (بالإسبانية: Daniel Cifuentes Alfaro)‏ هو لاعب كرة قدم إسباني في مركز الدفاع. شارك مع منتخب إسبانيا تحت 17 سنة لكرة القدم. أما مع النوادي، فقد لعب مع بونفيرادينا وريال بلد الوليد وريال سوسيداد وريال مدريد ج وريكرياتيفو ونادي إيبار ونادي سمورة ونادي قادش ونادي لينكولن ريد إيمبس وUD Lanzarote ‏.

## وصلات خارجية
- دانيال سيفوينتيس ألفارو على موقع قاعدة بيانات كرة القدم.إي يو (الإنجليزية)
- دانيال سيفوينتيس ألفارو على موقع Soccerway.com (الإنجليزية)
- دانيال سيفوينتيس ألفارو على موقع AS.com (الإسبانية)